# Orde van Sint Simplicius
Graaf Johan II van Henneberg, de 62e Abt van Fulda, heeft in 1492 in Fulda een Ridderorde onder de naam Orde van Sint Simplicius gesticht. De Orde zou de adel van het Graafschap "vreedzaam moeten verenigen" en "adellijke deugden" moeten bevorderen. De Orde, die mannen en vrouwen als leden toeliet, raakte al snel weer in vergetelheid.